# Skänkel (kardiologi)
Med en skänkel menar man inom kardiologin när hjärtats retledningssystem efter ha nått hjärtats kamrar delar upp sig i två fibrer (skänklar). Vi får då en höger och en vänster skänkel, som fortsätter vidare till respektive kammare. 
Mera specifikt kommer uppdelning i två fibrer att ske efter Hiska bunten, och skänklarna kommer sedan att fortsätta genom kammarens skiljevägg (kammarseptum) ner mot hjärtspetsen (apex) för att slutligen över gå i purkinjefibrer. 
Ett brott i dessa kan ger upphov till ett skänkelblock.